# Antonio López-Istúriz White
Antonio López-Istúriz White (Pamplona, 1º aprile 1970) è un politico spagnolo, europarlamentare per il Partito Popolare Europeo, di cui è stato segretario generale dal marzo 2002 al maggio 2022.

## Biografia

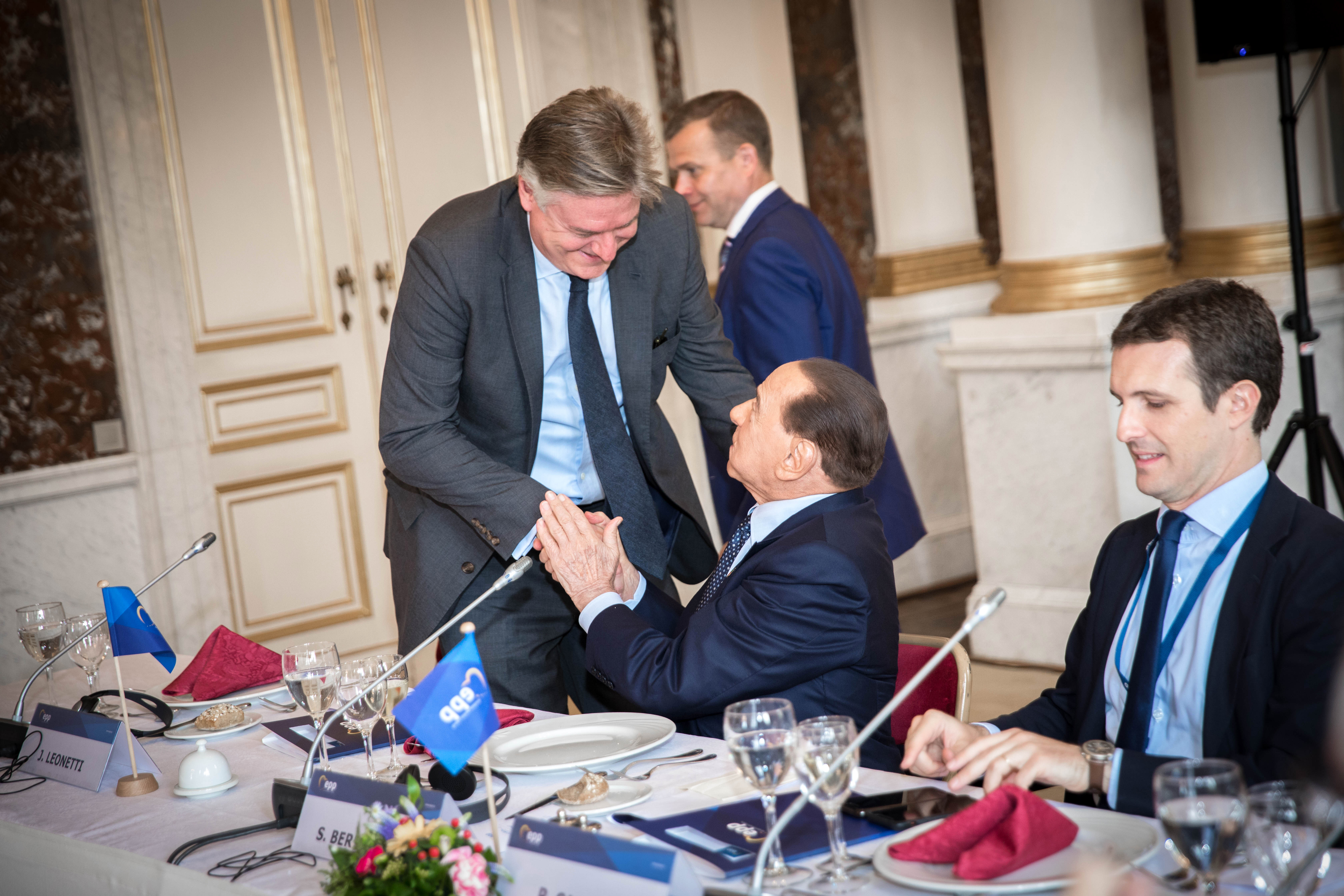
López-Istúriz White stringe la mano a Silvio Berlusconi nel 2019

Nato da padre spagnolo e madre statunitense, la famiglia si trasferì a Palma di Maiorca quando era ancora bambino e dove tuttora è residente. Ancora molto giovane si trasferì a Madrid per studiare giurisprudenza presso la facoltà dell'Universidad CEU San Pablo, dove ha conseguito anche un diploma in scienze economiche nel 1994.
Durante il periodo degli studi universitari iniziò a dedicarsi all'attività politica entrando a far parte del gruppo giovanile del Partito Popolare spagnolo Nuevas Generaciones del Partido Popular. Tra il 1996 ed il 1997 si dedicò come coordinatore della sezione cultura ed educazione del Partito Popolare per la Comunità autonoma di Madrid.

Nel 1997 si trasferì a Bruxelles per lavorare come assistente della delegazione del Partito Popolare spagnolo presso il Parlamento europeo fino al 1999 quando venne chiamato dal Presidente del Governo della Spagna José María Aznar in qualità di assistente personale, incarico che ricoprì a Madrid per quattro anni. Nel 2002 è stato richiamato a Bruxelles presso il Parlamento europeo per ricoprire l'incarico di Segretario Generale del Partito Popolare Europeo, succedendo ad un altro collega di partito, e precedente collaboratore di Aznar, Alejandro Agag. Nel 2004 è stato eletto europarlamentare per conto del suo partito. In qualità di eurodeputato ha partecipato alla Commissione giuridica del Parlamento europeo.
Le sue posizioni politiche lo vedono interessato alle relazioni con la realtà statunitense, e del mondo americano in generale. In qualità di membro ufficiale del Parlamento Europeo ma anche di Segretario del Partito Popolare Europeo, ha compiuto spesso viaggi in America tenendo incontro con uomini politici e con altri importanti protagonisti della società civile americana, mostrando particolari preferenze con il Partito Repubblicano statunitense, appoggiando in senatore americano John McCain durante la campagna elettorale del 2008. In sintonia con queste attività è stato nominato presidente dell'International Republican Institute, una organizzazione internazionale non-profit fondata nel 1983, incontrandosi con altri senatori repubblicani statunitensi come Marco Rubio, Paul Ryan, Chris Smith, Ileana Ros-Lehtinen e Mario Díaz-Balart. In collaborazione con questi ultimi due e con l'ex membro della Camera dei rappresentanti Lincoln Díaz-Balart, ha svolto attività di promozione in favore del movimento dei dissidenti cubani. Dopo la morte del dissidente cubano Orlando Zapata del febbraio 2010 dopo 85 giorni di sciopero della fame, alcuni eurodeputati, soprattutto di origini ispaniche, come Jaime Mayor Oreja, José Ignacio Salafranca e Francisco Millán Mon, hanno proposto al Parlamento Europeo una mozione di protesta contro la morte di Zapata e per richiedere il rilascio di tutti i prigionieri politici detenuti nelle prigioni cubane.

## Onorificenze
- Cavaliere dell'Ordine di Bernardo O'Higgins
- Cavaliere dell'Ordine della Stella di Giordania